# Selo de botão

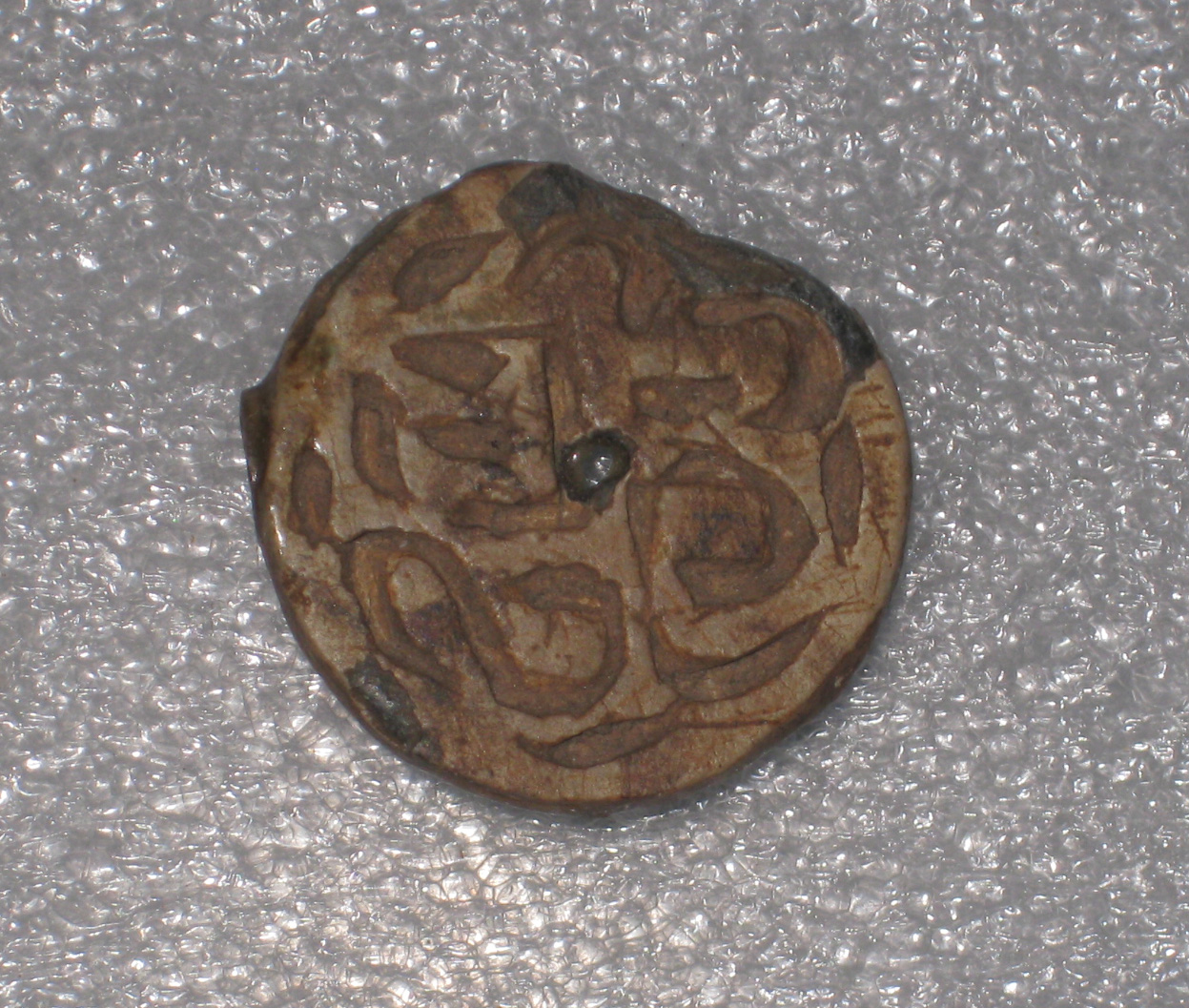
Selo de botão de pedra vidrada do Reino Antigo, IV-VI dinastias

Selo de botão é um termo arqueológico aplicado para selos de estampa simples, utilizados no Antigo Egito no final do Reino Antigo (2686–2160 a.C.) e Primeiro Período Intermediário (2160–2055 a.C.), porém esporadicamente são atestados em sítios da Cultura de Nacada (4000–3000 a.C.). O Museu Petrie, em Londres, tem a maior coleção de selos de botão fora do Egito.